# 普丽蒂·帕特尔
普丽蒂·苏希尔·帕特尔女爵士，DBE（英語：Dame Priti Sushil Patel，1972年3月29日—），是英國保守黨政治人物，自2010年英國大選後擔任英國國會威特姆選區下議院議員。她曾在2019年至2022年間擔任內政大臣，2016至2017年间任國際發展大臣，2013至2015年间任就业副大臣。她被认为是保守党内右翼，撒切尔主义者，被視為黨內強硬脫歐派人物。
帕特尔出生在伦敦的一个乌干达印度移民家庭。在基尔大学学习经济学，在艾塞克斯大學完成了研究生课程。曾加入改革党，后转为保守党。她在万博宣伟公关顾问公司工作数年，为烟草和酒精行业进行游说。2005年出马北诺丁汉选区落败，但进入了保守党领袖卡梅伦视野内。2016年，她支持英国脱欧。
帕特尔有时是一个直率的人物，她因为烟草和酒精行业辩护的言论而常被政治对手批评；在她的论文《释放不列颠：增长和繁荣的全球教训》中，她批评英国工人过于懒惰。

## 早年生活
帕特尔出生于1972年3月29日，在伦敦西北郊的南哈罗和莱斯里普长大。她的父母是20世纪60年代因伊迪·阿敏总统宣布驱逐乌干达印裔移民而来到英国赫特福德郡的難民。来到英国后，在伦敦和东南英格兰经营报摊。
帕特尔在沃特福德的文法女校受教育，后考入基尔大学学习经济学、社会学和社会人类学，又在艾塞克斯大學进行英国政府和政治的研究生教育。撒切尔首相成为帕特尔的政治偶像，她认为撒切尔“有独特的激励人们做事的能力，不论是一个家庭还是一家企业。（她）管理经济、平衡收支和做出决定 - 而不是购买国家买不起的东西”。
约翰·梅杰任首相时，帕特尔首次加入保守党。

## 早期事业
毕业后，她被时任保守党中央研究部主任安德鲁·兰斯利招入保守党中央党部。1995年1997年领导单一议题政党“公投党”的新闻办公室，帮助该党在1997年英国大选中赢得超过80万张选票。1997年大选后，保守党改变其欧洲和欧元政策，帕特尔遂离开了公投党重新加入保守党，在新任党领袖威廉·黑格的新闻办公室工作，负责处理伦敦和东南英格兰的媒体关系。
2003年月《金融时报》一篇文章指出，保守党内的“种族偏见”仍然存在。帕特尔随后写信给《金融时报》驳斥其文章的观点，认为其存在误解，并否认自己未能成为国会候选人是由于种族原因。之后她离开了保守党总部，为公关公司万博宣伟公关顾问公司工作，向各大公司提供咨询。在2005年大选中，她担任北诺丁汉选区的保守党候选人，挑战长期在该选区当选的工党议员格拉汉姆·阿伦，最终得票5,671张(得票率18.7%) ，败给得票17,842(得票率58.7%)的阿伦。
在万博宣伟期间，她为英美烟草公司开展游说工作，来自该公司的备忘录显示，她“为保护党特别关注的账户提供战略意见”，每月向公司收取超过20,000英镑的费用。2015年，英美烟草公司在法律诉讼之后发布的文件表明，她密切关注一个项目，以减轻其对缅甸投资造成的声誉上的损害;英美烟草公司每月支付缅甸工厂工人15英镑，帕特尔每小时支付165英镑工资，来处理公司工资协议产生的负面影响。一名英美烟草高级管理人员抱怨万博宣伟对一家烟草公司做这样的工作感到不安，但指出“帕特尔（和另一名雇员）似乎很轻松地与我们合作”。2000年11月，帕特尔是一个策略小组的成员，该小组研究英美烟草如何能影响世界卫生组织制定“烟草控制框架公约”的谈判结果。
2003至2007年，帕特尔进入跨国酒精饮料公司帝亚吉欧从事企业关系工作，根据《公关周刊》报道，她负责谋划“适量饮酒的全球策略”。2007年帕特尔回归万博宣伟，公司被告知她曾在帝亚吉欧的企业关系团队工作，在那里“处理与酒精在社会中的广泛影响有关的国际公共政策问题”。

## 国会议员

### 甘民樂內閣

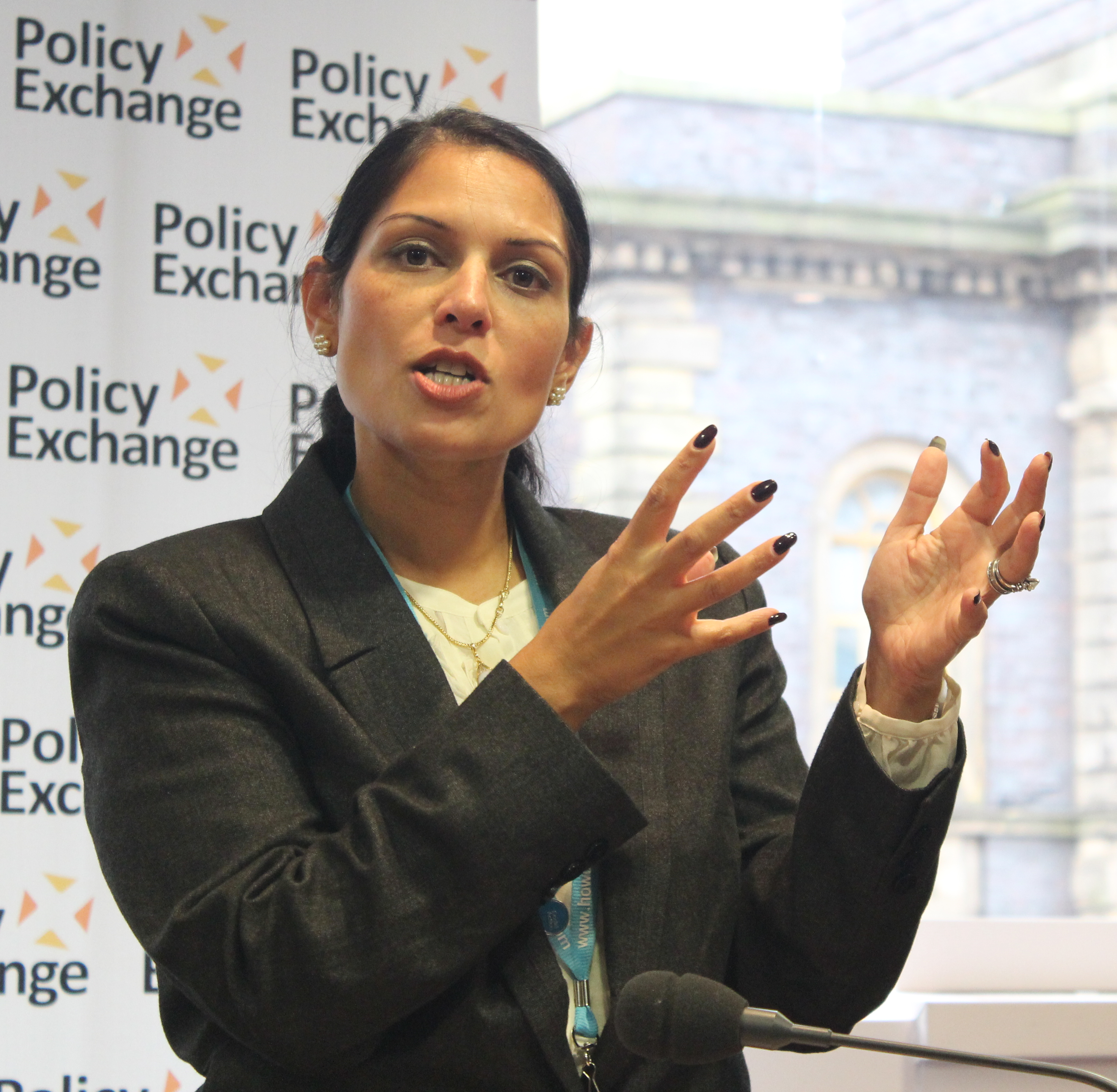
帕特尔出席2012年政策交流委員會

在2005年大选，帕特尔参选北诺丁汉选区失败，但却被被新一届党领袖卡梅伦认定为是有希望的候选人，并在保守党前瞻性国会候选人的“A名单”上获得了一席之地。2006年11月，她被安排为埃塞克斯郡新设立的威特姆选区的保守党前瞻性国会候选人，2010年大选她在此选区以大优势当选。2013年10月，她进入10号政策组，明年夏天晋升财政部国库秘书。
帕特尔与同年当选的“2010级”保守党议员多米尼克·拉布、克里斯·斯基德莫尔、伊丽莎白·特拉斯和關浩霆被称为“新右派”。2012年他们一起写作了《释放不列颠》这本书。该书对英国的工作效率水平严重批评，引起争议的是“一旦进入工作场所，英国人是世界上最糟糕的懒人”之一。作者们指出，要改变这种状况，英国应该减少福利国家的规模，并试图效仿新加坡、香港和南韩国等国家的工作条件，而不是欧洲其他国家。
2014年10月，帕特尔批评了“学院企业信托”计划将新里克斯堡和马尔科学院合并，声称这样做对学校水平不利。2014年，帕特尔就BBC“片面报道”即将赢得大选的印度人民党领袖纳伦德拉·莫迪一事提出投诉。2015年1月，帕特尔在印度艾哈迈达巴德获颁了“古吉拉特邦珠宝奖”，并在这座古城的商会发表了主旨演讲。
在保守党获胜的2015年大选中，帕特尔以27,123张的票数连任，增加了4000多票。在竞选活动中，她批评了工党党竞争对手约翰·克拉克（John Clarke）把社交媒体称为“性感的小伙子”和“村中白痴”的言论；他后来道歉。大选后，她晋升为工作和养老金部主管就业的副大臣，列席内阁会议，并于2015年5月14日宣誓就任枢密院顾问官。2015年12月，她投票支持卡梅伦计划在叙利亚轰炸伊斯兰国的行动。
在卡梅伦宣布对英国是否继续留在欧盟的全民公投后，帕特尔被广泛称为脱欧阵营的“海报女郎”。声称欧盟“不民主，太多干扰我们的日常生活”，帕特尔公开表示，来自欧盟其他地方的移民大大超过了英国学校的资源。她帮助组织了争取英国妇女反对欧盟的运动；在他们的发布会上，她将他们的运动与艾米琳·潘克斯特和妇女参政论者的运动进行了比较，她受到了潘克斯特的孙女海伦·潘克斯特的批评。
随着公投决定脱欧，卡梅伦辞职，在保守党内举行了领袖选举。帕特尔公开支持特蕾莎·梅作为卡梅伦的继任者，声称她拥有这项工作所需的“实力和经验”，同时认为梅的主要对手安德烈娅·利德索姆将会在下一次大选时分裂党。

### 国际发展大臣

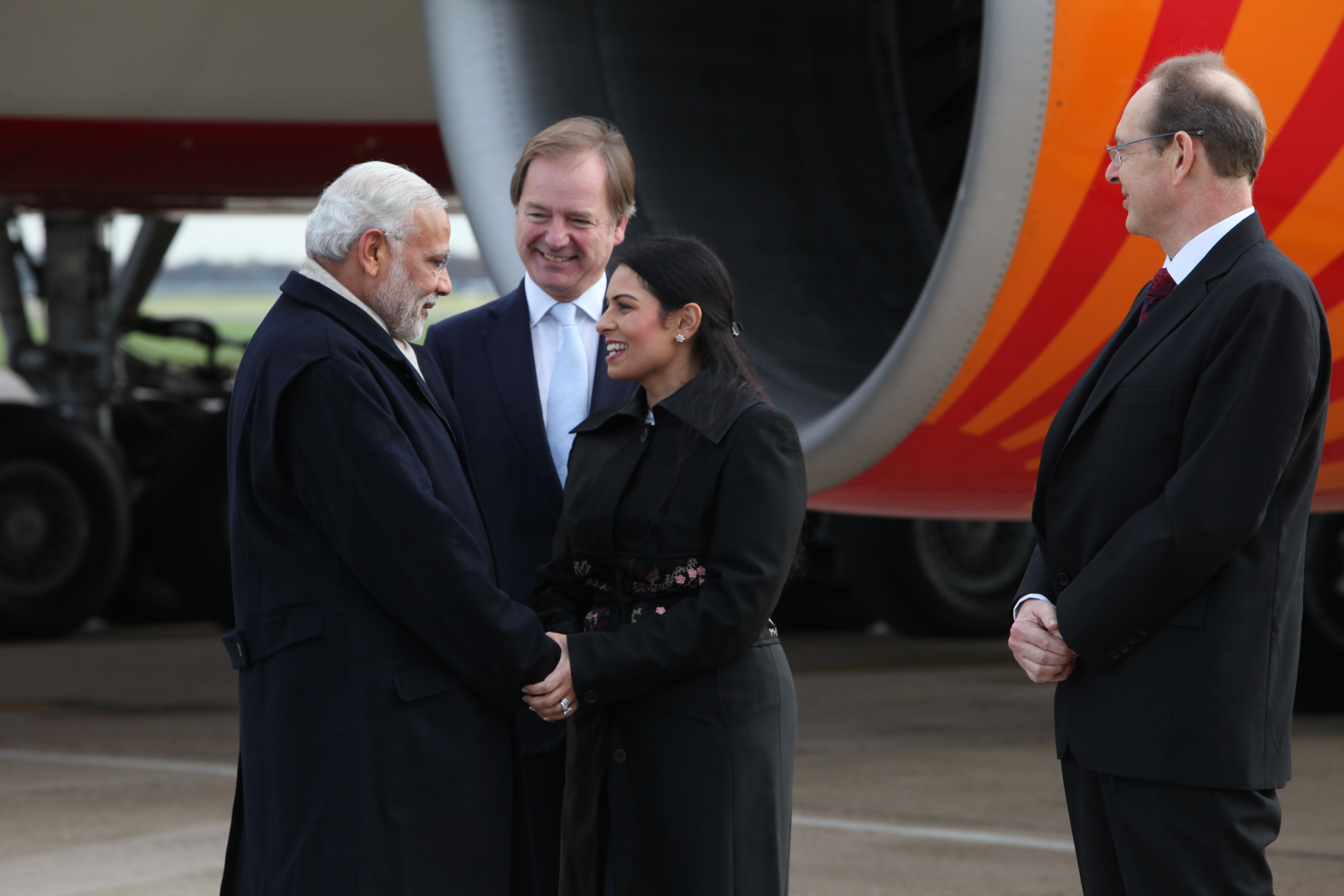
2015年11月12日，帕特尔在伦敦希思罗机场欢迎访问英国的印度总理莫迪。

文翠珊成首相后，2016年7月，任命帕特尔担任國際發展大臣职务。尽管帕特尔曾于2013年发表声明，表示如果取消国际发展部，并由新组建的国际贸易与发展部取而代之，自己会很开心。该部的许多工作人员都对帕特尔的任命感到关切，因为她对英国脱欧的支持，以及她对国际发展和援助支出的长期怀疑。
任职期间，帕特尔说，英国的国际援助有太多浪费和不适当，她将采取扎根于“保守主义核心原则”的做法，强调通过贸易而不是直接援助的国际发展事业。9月份，她宣布，英国将为用于遏制疟疾、结核病和艾滋病的全球援助基金捐款11亿英镑，但补充说，任何进一步的援助将包括“履约协议”，这意味着如果受援国的具体标准没有达到，英国政府可以将援助减少10％。
2016年9月，她表示反对为埃塞克斯郡东部斯坦威地区的湖泊地区发展项目建设28幢经济适用房，将其称为“不可接受的开放空间的损失”，并批评科尔切斯特自治市议会的批准。同一个月，市议会的首席执行官阿德里安·普里查德（Adrian Pritchard）发出了对帕特尔的投诉，声称自己已经“不适当地”地呼吁地方政府大臣賈偉德批准开工一个被科尔切斯特市议会拒绝的园林化购物中心。同样在9月份，有人提出改变英国国会选区边界的建议。计划将帕特尔的威特姆的选区将与邻近的莫尔登选区合并。这使得帕特尔可能与前文化大臣约翰·惠廷戴尔角逐新成立的威特姆和莫尔登选区的席位。

### 內政大臣

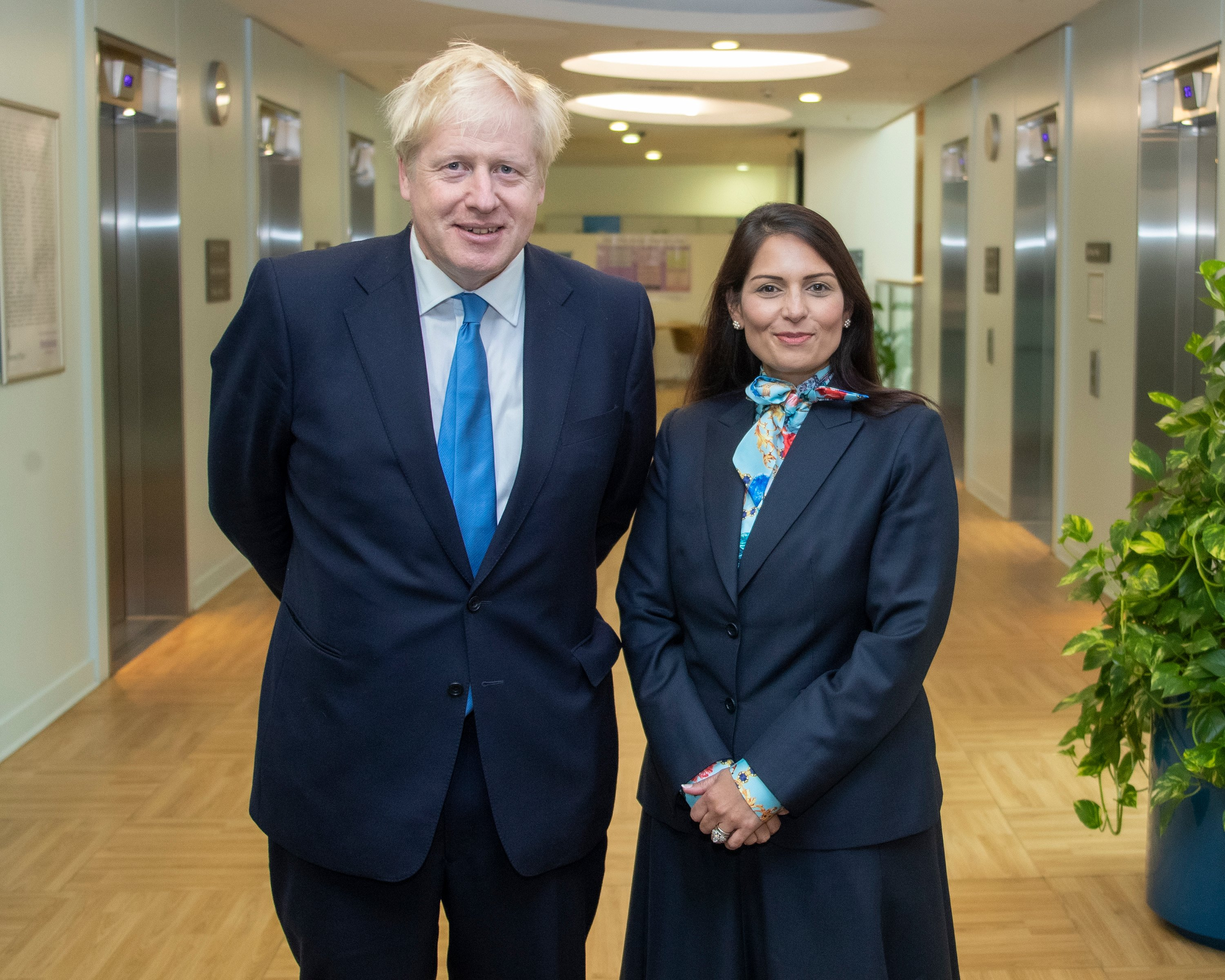
彭黛玲與約翰遜

鲍里斯·约翰逊成為首相后，2019年7月，安排帕特尔担任內政大臣。任內她加強了香港的英國國民海外護照持有人移居英國後的權利和保障。

## 政治思想观念

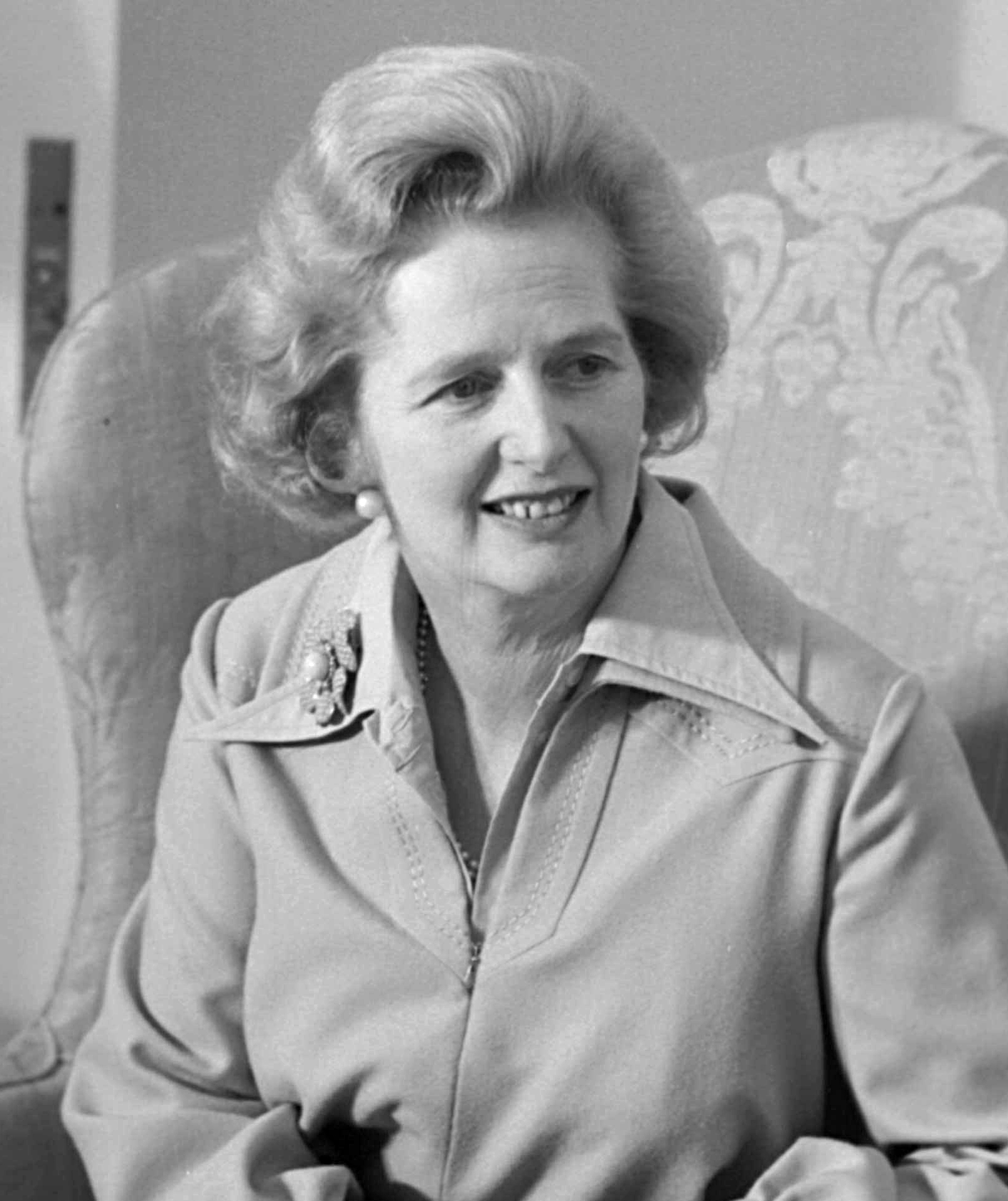
玛格丽特·撒切尔是帕塔尔的政治偶像

帕特尔被认为是保守党的右翼，《绝对政治》杂志网站注意到有人把她看作是“当代的诺曼·特比特”。《卫报》经济学评论家Aditya Chakrabortty认为她是一个没有希望在政治上“获得中心地位”的“彻底的右翼”。帕特尔把撒切尔称为她的政治偶像，各种消息来源表明她是一个撒切尔主义者，而《独立报》在分析帕特尔时，作家汤姆·佩克（Tom Peck）指出，她“几乎不是撒切尔主义者” 。帕特尔在被任命为大臣之前是1922委员会委员，还是保守党以色列之友会员。
她对待犯罪问题的立场比较强硬，2011年9月的英国广播公司《问题时间》上争取恢复死刑时，登上了头条，虽然至2016年，她不再持有这一观点，她支持剥夺罪犯投票权。她也反对允许媒体白房子农场谋杀案的凶手Jeremy Bamber对他清白的提出异议。帕特尔以她的选民的意见为导向，有不同的投票纪录，她曾支持同性婚姻，但最终投票反对2013年《婚姻（同性恋夫妇）条例草案》。
帕特尔由于她在烟草和酒精行业工作时的一些问题，在下议院受到批评。作为议员，她一贯支持烟草行业的观点：2010年10月，她投票决定推翻禁烟；2010年12月，她签署了一封信，呼吁重新考虑用于卷烟的普通包装。她还与饮料行业合作，在国会举办了由葡萄酒和精神饮料协会、苏格兰威士忌酒协会和纳税人联盟赞助的名为《税务召唤时间》的招待会，以图结束征收酒精税。

## 个人生活
2004年7月，帕特尔与Alex Sawyer结婚。他们育有一个儿子Freddie，出生于2008年8月。她是印度教徒。2023年6月9日，在英国政府释出的由国王查理三世陛下御准的前首相鲍里斯·约翰逊的辞任荣誉列表中，帕特尔被授予爵级司令勋章。

## 外部連結
- 普麗蒂·帕特爾官方網站 （页面存档备份，存于）
- 英国的個人檔案
- Hansard記載的在貢獻
- 公鞭記載的投票紀錄
- TheyWorkForYou記載的紀錄
- 紀錄的個人檔案
- NRI Priti Patel has been nominated as an official MP candidate by Tory Party （页面存档备份，存于）, NRIpress, 29 December 2004
- Maneesh Media Honours Priti Patel （页面存档备份，存于）

| 大不列颠及北爱尔兰联合王国国会 | 大不列颠及北爱尔兰联合王国国会  | 大不列颠及北爱尔兰联合王国国会 |
| ------------------------------ | ------------------------------- | ------------------------------ |
| 新頭銜                         | 英國下議院威特姆議員 2010年－   | 現任                           |
| 官衔                           |                                 |                                |
| 前任者： 大衛·高克             | 財政部首席秘書 2014年－2015年   | 繼任者： 達米安·海因斯         |
| 前任者： 艾斯特·麦克维         | 就業事務國務大臣 2015年－2016年 | 繼任者： 達米安·海因斯         |
| 前任者： 賈斯汀·葛林寧         | 國際發展大臣 2016年－2017年     | 繼任者： 彭妮·莫当特           |
| 前任者： 薩吉德·賈偉德         | 內政大臣 2019年－               | 現任                           |